# Ватаманюк Ярослав Петрович
Ярослав Петрович Ватаманюк (нар. 25 травня 1963, Вербиця, Жидачівський район, Львівська область, УРСР) — український футболіст, захисник.

## Життєпис
Після вступу до львівського професійно-технічного училища № 1 був зарахований до спортивної групи. Під керівництвом Вадима Білоцерківського команда перемогала в республіканських змаганнях спортивного товариства «Трудові резерви», гідно представляла Україну на всесоюзній арені. Потім грав за команду «Нива» (Бережени), яка в 1982 році здобула перемогу в чемпіонаті УРСР серед команд фізичної культури. Військову службу проходив у складі футбольної команди «Зірка» (Яворів), яка виступала в чемпіонаті Львівської області.
Після демобілізації отримав запрошення від Юрія Дячук-Ставицького — тренера івано-франківського «Прикарпаття». Дебютний поєдинок провів 16 квітня проти одеського СКА (результат матчу — 0:0). У перших сезонах грав на позиції правого крайнього захисника, а згодом перекваліфікувався у ліберо. 1987 року був обраний капітаном команди і протягом одинадцяти років був на цій посаді. За часів СРСР, в українській зоні другої ліги, провів 281 матч. Срібний призер чемпіонату УРСР 1991, бронзовий — 1987 року.
У чемпіонатах України провів 150 матчів у вищій лізі, 65 — у першій лізі і 11 — у національному кубку. Переможець другого дивізіону в сезоні 1993/94.
У складі національної збірної провів один матч. 27 червня 1992 року в американському місті Піскатавей українські футболісти зіграли внічию з господарями — збірною США (0:0).
1993 року отримав запрошення від тренера «Динамо» Михайла Фоменка. Їздив з киянами на тренувальний збір, провів два контрольних поєдинки, але через сімейні обставини залишився в Івано-Франківську.
Завершив виступи на футбольних полях у 2000 році. Протягом останнього сезону захищав кольори як «Прикарпаття», так і фарм-клубу з другої ліги.
Відразу розпочав тренерську діяльність. Працював у тренерському штабі «Прикарпаття». Очолював іншу команду з Івано-Франківська — «Чорногору» та «Сокіл» (Бережани).